# Festival di Berlino 2002
La 52ª edizione del Festival internazionale del cinema di Berlino si è svolta a Berlino dal 6 al 17 febbraio 2002, con il Theater am Potsdamer Platz come sede principale. Direttore del festival è stato Dieter Kosslick, succeduto dopo ventidue anni a Moritz de Hadeln.
L'Orso d'oro è stato assegnato ex aequo a Bloody Sunday del regista britannico Paul Greengrass e al film d’animazione giapponese La città incantata di Hayao Miyazaki.
L'Orso d'oro alla carriera è stato assegnato all'attrice Claudia Cardinale e al regista, sceneggiatore e produttore Robert Altman mentre la Berlinale Kamera è stata assegnata al regista e sceneggiatore Costa-Gavras, al produttore Horst Wendlandt e al politico Volker Hassemer, cofondatore del progetto di cooperazione internazionale "A Soul for Europe".
Molte sono state le novità di questa edizione: oltre all’inaugurazione della sezione "Perspektive Deutsches Kino", riservata ai registi emergenti e alle nuove tendenze tematiche e artistiche del cinema tedesco, la giuria internazionale ha conferito per la prima volta l'Orso d'argento per la migliore colonna sonora e sono state composte due giurie internazionali per assegnare il premio alla migliore opera prima e il Grand Prix e lo Special Prize nella sezione "Kinderfilmfest".
Il festival è stato aperto dal film in concorso Heaven di Tom Tykwer ed è stato chiuso dalla proiezione speciale della versione restaurata de Il grande dittatore di Charles Chaplin.
La retrospettiva di questa edizione, intitolata "European 60s - Revolt, Fantasy & Utopia", è stata dedicata al cinema europeo degli anni sessanta e a come questo ha raccontato un periodo di sconvolgimenti culturali e politici.

## Giurie

### Giuria internazionale
- Mira Nair, regista e produttrice (India) - Presidente di giuria[8]
- Renata Litvinova, attrice, regista e sceneggiatrice (Russia)
- Oskar Roehler, regista, sceneggiatore e giornalista (Germania)
- Declan Quinn, direttore della fotografia (Stati Uniti)
- Peter Cowie, storico del cinema (Regno Unito)
- Nicoletta Braschi, attrice (Italia)
- Raoul Peck, regista, sceneggiatore e produttore (Haiti)
- Lucrecia Martel, regista e sceneggiatrice (Argentina)
- Kenneth Turan, docente e critico cinematografico (Stati Uniti)
- Claudie Ossard, produttrice (Francia)

### Giuria "Opera prima"
- Renée Soutendijk, attrice (Paesi Bassi)[8]
- Kanako Hayashi, artista visuale (Giappone)
- Sigrid Hoerner, produttrice (Germania)
- Babak Payami, regista, sceneggiatore e produttore (Iran)
- Andrei Plakhov, critico cinematografico e storico del cinema (Russia)

### Giurie del Kinderfilmfest

#### Kinderjury
Gli Orsi di cristallo sono stati assegnati dalla Kinderjury, giuria nazionale composta da undici membri di 11-14 anni, selezionati dalla direzione del festival attraverso questionari inviati l'anno precedente.

#### Giuria internazionale
Il Grand Prix e lo Special Prize sono stati assegnati da una giuria internazionale composta dal regista Gisli Snær Erlingsson (Islanda), il produttore Ram Avtar Jalan (India), la giornalista e autrice televisiva Ulrike Beckmann (Germania), il regista Aage Rais-Nordentoft (Danimarca) e la regista, sceneggiatrice e produttrice Liliana Sulzbach (Brasile).

## Selezione ufficiale

### In concorso
- 8 donne e un mistero (8 femmes), regia di François Ozon (Francia, Italia)
- Amen., regia di Costa-Gavras (Francia, Germania, Romania)
- At Dawning, regia di Martin Jones (Regno Unito)
- Baader, regia di Christopher Roth (Germania, Regno Unito)
- Bad Guy (Nabbeun namja), regia di Kim Ki-duk (Corea del Sud)
- Beneath Clouds, regia di Ivan Sen (Australia)
- Bloody Sunday, regia di Paul Greengrass (Regno Unito, Irlanda)
- Bridget, regia di Amos Kollek (Francia, Giappone, USA)
- Bror min, regia di Jens Jønsson (Svezia)
- Brucio nel vento, regia di Silvio Soldini (Italia, Svizzera)
- Catastrofi d'amore (Halbe Treppe), regia di Andreas Dresen (Germania)
- La città incantata (Sen to Chihiro no kamikakushi), regia di Hayao Miyazaki (Giappone)
- Dekapentavgoustos, regia di Constantine Giannaris (Grecia)
- Ergii, regia di Marat Sarulu (Kazakistan, Kirghizistan)
- Der Felsen, regia di Dominik Graf (Germania)
- Glaadiator, regia di Luka Pecel (USA)
- Heaven, regia di Tom Tykwer (Regno Unito, Francia, Italia, Germania, USA)
- The Hill, regia di Tainui Stephens (Nuova Zelanda)
- Iris - Un amore vero (Iris), regia di Richard Eyre (Regno Unito, USA)
- Kísértések, regia di Zoltán Kamondi (Ungheria)
- KT, regia di Junji Sakamoto (Giappone, Corea del Sud)
- Laissez-passer, regia di Bertrand Tavernier (Francia, Germania, Spagna)
- Lunedì mattina (Lundi matin), regia di Otar Ioseliani (Francia, Italia)
- Minor Mishaps (Små ulykker), regia di Annette K. Olesen (Danimarca, Svezia)
- Monster's Ball - L'ombra della vita (Monster's Ball), regia di Marc Forster (USA)
- Piedras, regia di Ramón Salazar (Spagna)
- Relativity, regia di Virginia Heath (Regno Unito)
- The Shipping News - Ombre dal profondo (The Shipping News), regia di Lasse Hallström (USA)
- Site, regia di Jason Kliot (USA)
- Taking the Wheel, regia di David Ackerman (USA)
- I Tenenbaum (The Royal Tenenbaums), regia di Wes Anderson (USA)

### Fuori concorso
- A torto o a ragione (Taking Sides), regia di István Szabó (Francia, Regno Unito, Germania, Austria)
- A Beautiful Mind, regia di Ron Howard (USA)
- Gosford Park, regia di Robert Altman (Regno Unito, USA, Italia)
- Life on a String, regia di Steven Lippman (USA)
- La locanda della felicità (Xing fu shi guang), regia di Zhang Yimou (Cina)
- Molytva za het'mana Mazepu, regia di Jurij Illjenko (Ucraina)
- Sosedi, regia di Stepan Biryukov (Russia)
- Viel passiert (Viel passiert - Der BAP-Film), regia di Wim Wenders (Germania)

### Proiezioni speciali
- Un altro mondo è possibile, film collettivo (Italia)
- Bellaria - So lange wir leben!, regia di Douglas Wolfsperger (Germania, Austria)
- Monsoon Wedding - Matrimonio indiano (Monsoon Wedding), regia di Mira Nair (India, USA, Italia, Germania, Francia, Regno Unito)
- Il popolo migratore (Le peuple migrateur), regia di Jacques Perrin (Francia, Germania, Svizzera, Spagna, Italia)
- The Tramp and the Dictator, regia di Kevin Brownlow e Michael Kloft (Regno Unito)
- Uncle Frank, regia di Matthew Ginsburg (USA)

### Panorama
- Alle Gefühle glauben an einen glücklichen Ausgang - Über Alexander Kluge, regia di Angelika Wittlich (Germania)
- Alt om min far, regia di Even Benestad (Norvegia, Danimarca)
- Altyn Kyrghol, regia di Marat Sarulu (Kirghizistan, Kazakistan)
- America So Beautiful, regia di Babak Shokrian (USA)
- L'ange de goudron, regia di Denis Chouinard (Canada)
- Babies on the Sun, regia di Gariné Torossian (Canada)
- La bande du drugstore, regia di François Armanet (Francia)
- The Birthday, regia di Lucy Blakstad (Regno Unito)
- Boomerang, regia di Dragan Marinkovic (Bosnia Erzegovina)
- Bungalow, regia di Ulrich Köhler (Germania)
- The Burning Wall, regia di Hava Kohav Beller (USA)
- Caught in Time, regia di Abigail Zealey Bess (USA)
- Celebration, regia di Daniel Stedman (USA)
- Chaos, regia di Coline Serreau (Francia)
- Clandestinos, regia di Patrícia Moran (Brasile)
- The Cockettes, regia di Bill Weber e David Weissman (USA)
- Il cuore criminale delle donne (As Três Marias), regia di Aluizio Abranches (Brasile, Italia)
- Dadá, regia di Eduardo Vaisman (Brasile)
- Dark Water (Honogurai mizu no soko kara), regia di Hideo Nakata (Giappone)
- En la ciudad sin límites, regia di Antonio Hernández (Spagna, Argentina)
- Exit, regia di Simone van Dusseldorp (Paesi Bassi)
- Food of Love, regia di Ventura Pons (Spagna, Germania)
- Francisca, regia di Eva López Sánchez (Spagna, Messico, Germania)
- Friends in High Places, regia di Lindsey Merrison (Germania)
- Un funerale dell'altro mondo (Da wan), regia di Xiaogang Feng (Cina, Hong Kong)
- Go, regia di Isao Yukisada (Giappone)
- Golden Gate, regia di Fernando Meirelles e Katia Lund (Brasile)
- O Gotejar da Luz, regia di Fernando Vendrell (Portogallo, Mozambico)
- Head käed, regia di Peeter Simm (Estonia, Lettonia)
- Hua yan, regia di Xin Lee (Cina)
- Im toten Winkel - Hitlers Sekretärin, regia di André Heller e Othmar Schmiderer (Austria)
- O Invasor, regia di Beto Brant (Brasile)
- L'inverno, regia di Nina Di Majo (Italia)
- Itai futari, regia di Hisashi Saito (Giappone)
- Jang Aur Aman, regia di Anand Patwardhan (India)
- Jazireh, regia di Safoura Ahmadi (Iran)
- Jeffrey's Hollywood Screen Trick, regia di Todd Downing (USA)
- Just a Kiss, regia di Fisher Stevens (USA)
- Juste une femme, regia di Mitra Farahani e Sonbol B.Y. (Francia, Iran)
- Kami no ko tachi, regia di Hiroshi Shinomiya (Giappone)
- Klaustrophobie, regia di Carlos Dessbesell-Schüler (Germania)
- Kriegerin des Lichts, regia di Monika Treut (Germania)
- The Laramie Project, regia di Moisés Kaufman (USA)
- Lilith on Top, regia di Lynne Stopkewich (Canada)
- Lost in La Mancha, regia di Keith Fulton e Louis Pepe (Regno Unito, USA)
- Marlene Dietrich: Her Own Song, regia di David Riva (Germania, USA)
- Millennium Man, regia di Jason Barker (Regno Unito)
- Moro no Brasil, regia di Mika Kaurismäki (Brasile, Germania, Finlandia)
- Los niños de Rusia, regia di Jaime Camino (Spagna)
- Nu ren si shi, regia di Ann Hui (Hong Kong)
- Once, regia di Ellen Flanders (Canada)
- On_Line, regia di Jed Weintrob (USA)
- Øyenstikker, regia di Marius Holst (Norvegia, Svezia)
- Paradox Lake, regia di Przemyslaw Reut (Polonia, USA)
- Patul lui Procust, regia di Viorica Mesinã e Sergiu Prodan (Moldavia)
- Piñero - La vera storia di un artista maledetto, regia di Leon Ichaso (USA)
- The Pitch, regia di Nash Edgerton (Australia)
- Popcorn Story, regia di Tudor Giurgiu (Romania)
- Pyongyang Robogirl, regia di Jouni Hokkanen e Simojukka Ruippo (Finlandia)
- Riri Shushu no subete, regia di Shunji Iwai (Giappone)
- Roadmovie, regia di Harry Sachs (Germania)
- Ruthie and Connie: Every Room in the House, regia di Deborah Dickson (USA)
- Sbagliando s'impara (Practice Makes Perfect), regia di Stian Smestad (Regno Unito)
- Sepuluh menit menjelang kematian, regia di Michel Cayla (Indonesia, Canada)
- Lo sguardo digitale, di registi vari (Italia)
- Skaz pro Fedota-streltsa, regia di Sergei Ovcharov (Russia)
- Suddenly Naked, regia di Anne Wheeler (Canada)
- El sueño de Ibiza, regia di Igor Fioravanti (Spagna)
- Sulle mie labbra (Sur mes lèvres), regia di Jacques Audiard (Francia)
- Swing, regia di Tony Gatlif (Francia, Giappone)
- Texas, regia di Russell Crowe e Brendan Fletcher (USA)
- Todas las azafatas van al cielo, regia di Daniel Burman (Spagna, Argentina)
- Le troisième oeil, regia di Christophe Fraipont (Belgio)
- Tunten lügen nicht, regia di Rosa von Praunheim (Germania, Francia)
- Ultraviolet, regia di Paul Budnitz (USA)
- Varuh meje, regia di Maja Weiss (Slovenia, Germania, Francia)
- Venus Boyz, regia di Gabrielle Baur (Svizzera, USA, Germania)
- The Waiting Room, regia di Penelope Buitenhuis (Canada, USA)
- Walking on Water, regia di Tony Ayres (Australia)
- The Yellow Bird, regia di Faye Dunaway (USA)

### Forum
- Alexei to izumi, regia di Seiichi Motohashi (Giappone)
- Along the Railway, regia di Haibin Du (Cina)
- Aoud rih, regia di Daoud Aoulad-Syad (Marocco, Francia)
- Aprel, regia di Konstantin Murzenko (Russia)
- Auf allen Meeren, regia di Johannes Holzhausen (Austria, Germania, Svizzera)
- August: A Moment Before the Eruption, regia di Avi Mograbi (Israele, Francia)
- Chen Mo he Meiting, regia di Hao Lui (Cina)
- Chuen jik sat sau, regia di Johnnie To e Ka-Fai Wai (Hong Kong)
- *Corpus Callosum, regia di Michael Snow (Canada)
- Il culto delle pietre, regia di Luigi Di Gianni (Italia)
- La dérive de l'Atlantic, regia di Michel Daeron (Israele, Francia, Austria)
- Deti iz bezdny, regia di Pawel Tschuchraj (USA, Russia)
- Un día de suerte, regia di Sandra Gugliotta (Argentina, Italia, Spagna)
- Dorogi, regia di Marat Magambetov (Germania, Russia)
- Le doux amour des hommes, regia di Jean-Paul Civeyrac (Francia)
- Dust, regia di Michale Boganim (Regno Unito, Ucraina)
- Elämän äidit, regia di Anastasia Lapsui e Markku Lehmuskallio (Finlandia)
- El Valley Centro, regia di James Benning (USA)
- Emmauksen tiellä, regia di Markku Pölönen (Finlandia)
- Enan no musume, regia di Kaoru Ikeya (Giappone)
- Epoca: The Making of History, regia di Andreas Hoessli e Isabella Huser (Svizzera)
- Fantômes, regia di Jean-Paul Civeyrac (Francia)
- Geschichten aus dem Lepratal, regia di Andrej Schwartz (Germania)
- Giravolte, regia di Carola Spadoni (Italia)
- Go-yang-i-leul boo-tak-hae, regia di Jeong Jae-eun (Corea del Sud)
- Haixian, regia di Wen Zhu (Cina, Hong Kong)
- He min gong tiao wu, regia di Wenguang Wu (Cina)
- He zi, regia di Echo Y. Windy (Cina)
- Histoire de ma vie racontée par mes photographies, regia di Boris Lehman (Belgio)
- Jin nian xia tian, regia di Yu Li (Cina)
- Jochen - Ein Golzower aus Philadelphia, regia di Barbara Junge e Winfried Junge (Germania)
- Kasei no kanon, regia di Shiori Kazama (Giappone)
- Klassenfahrt, regia di Henner Winckler (Germania, Polonia)
- L'Chayim, Comrade Stalin, regia di Yale Strom (USA)
- Ljudmilas röst, regia di Gunnar Bergdahl (Svezia, Danimarca, Ucraina)
- Lola, regia di Carl Bessai (Canada)
- Los, regia di James Benning (USA)
- Manzan benigaki, regia di Shinsuke Ogawa e Xiaolian Peng (Giappone)
- Mariages, regia di Catherine Martin (Canada)
- Mi yu shi qi xiao shi, regia di Ming Zhang (Cina)
- Nakta(dul), regia di Park Ki-yong (Corea del Sud)
- Oi gwan yue mung, regia di Wai-Keung Lau (Hong Kong)
- One Night the Moon, regia di Rachel Perkins (Australia)
- Parumu no ki, regia di Takashi Nakamura (Giappone)
- Pamietam, regia di Andrzej Wajda (USA, Polonia)
- Pather Chujaeri, regia di Pankaj Rishi Kumar (India)
- Princess Blade (Shura Yukihime), regia di Shinsuke Sato (Giappone)
- Le rêve plus fort que la mort, regia di Jean Rouch e Bernard Surugue (Francia)
- Satin rouge, regia di Raja Amari (Francia, Tunisia)
- The Secret, regia di Ronit Kertsner (Israele)
- The Settlers, regia di Ruth Walk (Israele)
- Shiritsu tantei Hama Maiku: Namae no nai mori, regia di Shinji Aoyama (Giappone)
- Sobibor - 14 Ottobre 1943, ore 16.00 (Sobibór, 14 octobre 1943, 16 heures), regia di Claude Lanzmann (Francia)
- Sogobi, regia di James Benning (USA)
- Les soviets plus l'électricité, regia di Nicolas Rey (Francia)
- Steps for the Future, regia di Robyn Hofmeyr e D. Phakathi (Sudafrica)
- Sudbata kato pluh, regia di Ivan Pavlov (Bulgaria, Macedonia)
- That's My Face, regia di Thomas Allen Harris (USA)
- Thung lung hoang vang, regia di Pham Nhue Giang (Vietnam)
- Tiexi qu, regia di Bing Wang (Cina, Paesi Bassi)
- Tom, regia di Mike Hoolboom (Canada)
- Uckermark, regia di Volker Koepp (Germania)
- La última huella, regia di Paola Castillo (Cile)
- Wa dong ren, regia di Ping Ho (Taiwan)
- Wang Shouxian de xia tian, regia di Jixian Li (Cina)
- Wesh wesh, qu'est-ce qui se passe?, regia di Rabah Ameur-Zaïmeche (Francia)
- Wo bu yao ni guan, regia di Tiger Hu (Cina)
- Wo men hai pa, regia di Andrew Y-S Cheng (Cina)
- Xi wang zhi lü, regia di Ying Ning (Cina)
- Yue shi, regia di Quan'an Wang (Cina)

### Kinderfilmfest/14plus
- Aiuto, sono un ragazzo...! (Hilfe, ich bin ein Junge), regia di Oliver Dommenget (Germania)
- Anders Artig, regia di Christina Schindler (Germania)
- Attenti a quei tre (Klatretøsen), regia di Fabian Wullenweber (Danimarca, Svezia, Norvegia)
- Ballett ist ausgefallen, regia di Anne Wild (Germania)
- La Belle au bois d'or, regia di Bernard Palacios (Francia)
- Bulten söker en kompis, regia di Lennart e Ylva-Li Gustafsson (Svezia)
- Choori, regia di Javad Ardakani (Iran)
- La corsa di Virginia (Virginia's Run), regia di Peter Markle (USA, Canada)
- Delivery Day, regia di Jane Manning (Australia)
- Glasskår, regia di Lars Berg (Norvegia, Svezia)
- Göken Ulla, regia di Johan Hagelbäck (Svezia)
- Hildegarde, regia di Di Drew (Australia)
- Klonkadonka!, regia di Adam Marko-Nord (Svezia)
- Koski pod Dosdem, regia di Alexey Demin (Russia)
- List, regia di Denijal Hasanovic (Polonia, Bosnia Erzegovina)
- Mabul, regia di Guy Nattiv (Israele)
- Mens du står utenfor, regia di Nina Grünfeld (Norvegia)
- Minouche la gatta (Minoes), regia di Vincent Bal (Paesi Bassi)
- Min søsters børn, regia di Tomas Villum Jensen (Danimarca)
- Myyrän aarre, regia di Tini Sauvo (Finlandia)
- A Passage to Ottawa, regia di Gaurav Seth (Canada)
- Premier amour, regia di Bernard Garant (Belgio)
- Regína, regia di María Sigurðardóttir (Islanda, Canada, Norvegia, Germania)
- Ronja Rövardotter, regia di Tage Danielsson (Svezia, Norvegia)
- Send mere slik, regia di Cæcilia Holbek Trier e Philip Zandén (Danimarca)
- Tornehekken, regia di Anita Killi (Norvegia)
- War Game, regia di Dave Unwin (Regno Unito)

### Perspektive Deutsches Kino
- 80000 Shots, regia di Manfred Walther (Germania)
- 99euro-films, film collettivo (Germania)
- Absolut Warhola, regia di Stanislaw Mucha (Germania)
- The Antman, regia di Christoph Gampl (Germania)
- Detective Lovelorn und die Rache des Pharao, regia di Thomas Frick (Germania)
- Fickende Fische, regia di Almut Getto (Germania)
- Der Glanz von Berlin, regia di Judith Keil e Antje Kruska (Germania)
- Happiness Is a Warm Gun, regia di Thomas Imbach (Germania, Svizzera)
- Mein kleines Kind, regia di Katja Baumgarten (Germania)
- Mutanten, regia di Katalin Gödrös (Francia, Germania)
- Verrückt nach Paris, regia di Pago Bahlke e Eike Besuden (Germania, Francia)

### Retrospettiva
- 48 Köpfe aus dem Szondi-Test und 5 andere Kurzfilme, regia di Kurt Kren (Austria)
- 48 Stunden bis Acapulco, regia di Klaus Lemke (Germania Ovest)
- 490 più 1 = 491 (491), regia di Vilgot Sjöman (Svezia)
- 8½, regia di Federico Fellini (Italia, Francia)
- Aç kurtlar, regia di Yilmaz Güney (Turchia)
- Acteón, regia di Jorge Grau (Spagna)
- Un affare di cuore (Ljubavni slucaj ili tragedija sluzbenice P.T.T.), regia di Dušan Makavejev (Jugoslavia)
- Afri Cola & Puschkin-Mann, regia di Charles Wilp (Germania Ovest)
- Am Rand, regia di Ferry Radax e Konrad Bayer (Austria)
- Andrej Rublëv, regia di Andrej Tarkovskij (Unione Sovietica)
- Der Angriff der Gegenwart auf die übrige Zeit, regia di Alexander Kluge (Germania Ovest)
- Antigone, regia di Ula Stöckl (Germania Ovest)
- El arte de vivir, regia di Julio Diamante (Spagna)
- Artisti sotto la tenda del circo: perplessi (Die Artisten in der Zirkuskuppel: Ratlos), regia di Alexander Kluge (Germania Ovest)
- Gli assassini sono tra noi (Die Mörder sind unter uns), regia di Wolfgang Staudte (Germania)
- L'asso di picche (Cerný Petr), regia di Miloš Forman (Cecoslovacchia)
- Der Augenzeuge Nr. 8, regista non conosciuto (Germania)
- Autorennen, regia di Vlado Kristl (Germania Ovest)
- Banditi a Orgosolo, regia di Vittorio De Seta (Italia)
- Il bandito delle 11 (Pierrot le fou), regia di Jean-Luc Godard (Francia, Italia)
- Billy il bugiardo (Billy Liar), regia di John Schlesinger (Regno Unito)
- Blow-Up (Blowup), regia di Michelangelo Antonioni (Regno Unito, Italia, USA)
- Kvarteret Korpen, regia di Bo Widerberg (Svezia)
- Byalata staya, regia di Metodi Andonov (Bulgaria)
- La caccia (La caza), regia di Carlos Saura (Spagna)
- Charles mort ou vif, regia di Alain Tanner (Svizzera)
- Les Coeurs verts, regia di Édouard Luntz (Francia)
- La collezionista (La collectionneuse), regia di Éric Rohmer (Francia)
- Il coltello nell'acqua (Nóz w wodzie), regia di Roman Polański (Polonia)
- Coppie amanti (Weekend), regia di Palle Kjærulff-Schmidt (Danimarca)
- La dérive, regia di Paula Delsol (Francia)
- Di notte sulle strade (Nachts auf den Straßen), regia di Rudolf Jugert (Germania Ovest)
- Donne facili (Les bonnes femmes), regia di Claude Chabrol (Francia, Italia)
- L'eclisse, regia di Michelangelo Antonioni (Italia, Francia)
- Een ochtend van zes weken, regia di Nikolai van der Heyde (Paesi Bassi, Francia)
- Eltávozott nap, regia di Márta Mészáros (Ungheria)
- Elveszett paradicsom, regia di Károly Makk (Ungheria)
- L'enfance nue, regia di Maurice Pialat (Francia)
- L'età delle illusioni (Álmodozások kora (Felnott kamaszok)), regia di István Szabó (Ungheria)
- Et Cetera, regia di Jan Švankmajer (Cecoslovacchia)
- Evviva la libertà (Mr. Freedom), regia di William Klein (Francia)
- Fame (Sult), regia di Henning Carlsen (Danimarca, Norvegia, Svezia)
- Fata Morgana, regia di Vicente Aranda (Spagna, Germania Ovest)
- I fidanzati, regia di Ermanno Olmi (Italia)
- Film ohne Titel, regia di Rudolf Jugert (Germania)
- Flügel und Fesseln, regia di Helma Sanders-Brahms (Germania Ovest, Francia)
- Fuoco!, regia di Gian Vittorio Baldi (Italia)
- General i resni clovek, regia di Vlado Kristl (Jugoslavia)
- Generazione 45 (Jahrgang '45), regia di Jürgen Böttcher (Germania Est)
- Geschminkte Jugend, regia di Werner Klingler, Max Nosseck e Peter M. Thouet (Germania Ovest)
- Giorgobistve, regia di Otar Ioseliani (Unione Sovietica)
- Der goldene Schuss, regia di Winfried Parkinson (Germania Ovest)
- Il grande silenzio, regia di Sergio Corbucci (Italia, Francia)
- La guerra è finita (La guerre est finie), regia di Alain Resnais (Francia, Svezia)
- Haben Sie Abitur?, regia di Ula Stöckl (Germania Ovest)
- Herbst der Gammler, regia di Peter Fleischmann (Germania Ovest)
- Herman Slobbe, regia di Johan van der Keuken (Paesi Bassi)
- Ingenui perversi (Niewinni czarodzieje), regia di Andrzej Wajda (Polonia)
- Intimní osvetlení, regia di Ivan Passer (Cecoslovacchia)
- La jetée, regia di Chris Marker (Francia)
- Jeudi on chantera comme dimanche, regia di Luc de Heusch (Francia, Belgio)
- Karla, regia di Herrmann Zschoche (Germania Est)
- Kärlek 65, regia di Bo Widerberg (Svezia)
- Lieder machen Leute, regia di Gitta Nickel (Germania Est)
- Liv, regia di Pål Løkkeberg (Norvegia)
- Lots Weib, regia di Egon Günther (Germania Est)
- Machorka-Muff, regia di Danièle Huillet e Jean-Marie Straub (Germania Ovest)
- Madeleine, Madeleine, regia di Vlado Kristl (Germania Ovest)
- Magical Mystery Tour, regia di The Beatles (Regno Unito)
- Manöver, regia di May Spils (Germania Ovest)
- Le margheritine (Sedmikrásky), regia di Věra Chytilová (Cecoslovacchia)
- De Minder gelukkige terugkeer van Joszef Katus naar het land van Rembrandt, regia di Wim Verstappen (Paesi Bassi)
- Mudar de Vida, regia di Paulo Rocha (Portogallo)
- Na und, regia di Marquard Bohm e Helmut Herbst (Germania Ovest)
- The Cat Has Nine Lives (Neun Leben hat die Katze), regia di Ula Stöckl (Germania Ovest)
- Nicht löschbares Feuer, regia di Harun Farocki (Germania Ovest)
- Nicht versöhnt oder Es hilft nur Gewalt wo Gewalt herrscht, regia di Jean-Marie Straub (Germania Ovest)
- Onnenpeli, regia di Risto Jarva (Finlandia)
- Il pane degli anni verdi (Das Brot der frühen Jahre), regia di Herbert Vesely (Germania Ovest)
- Die Parallelstrasse, regia di Ferdinand Khittl (Germania Ovest)
- Paranoia, regia di Adriaan Ditvoorst (Paesi Bassi)
- La passeggera (Pasazerka), regia di Andrzej Munk e Witold Lesiewicz (Polonia)
- Persona, regia di Ingmar Bergman (Svezia)
- Il piccolo caos (Das kleine Chaos), regia di Rainer Werner Fassbinder (Germania Ovest)
- Ponedelnik sutrin, regia di Irina Aktasheva e Hristo Piskov (Bulgaria)
- Das Portrait, regia di May Spils (Germania Ovest)
- Prendeteci se potete (Catch Us If You Can), regia di John Boorman (Regno Unito)
- Prima della rivoluzione, regia di Bernardo Bertolucci (Italia)
- Prosopo me prosopo, regia di Roviros Manthoulis (Grecia)
- La ragazza senza storia (Abschied von gestern - (Anita G.)), regia di Alexander Kluge (Germania Ovest)
- Rani radovi, regia di Želimir Žilnik (Jugoslavia)
- La ricostituzione (Reconstituirea), regia di Lucian Pintilie (Romania)
- Rote Sonne, regia di Rudolf Thome (Germania Ovest)
- Rysopis - Segni particolari nessuno (Rysopis), regia di Jerzy Skolimowski (Polonia)
- Sadismo (Performance), regia di Donald Cammell e Nicolas Roeg (Regno Unito)
- Sapore di miele (A Taste of Honey), regia di Tony Richardson (Regno Unito)
- Sciogliere e legare (Oldás és kötés), regia di Miklós Jancsó (Ungheria)
- Schwestern der Revolution, regia di Rosa von Praunheim (Germania Ovest)
- Se... (If...), regia di Lindsay Anderson (Regno Unito)
- Der Sekretär, regia di Jürgen Böttcher (Germania Est)
- Selbstschüsse, regia di Lutz Mommartz (Germania Ovest)
- Siamo italiani, regia di Alexander J. Seiler (Svizzera)
- Sightseeing, regia di Peter Nestler (Svezia)
- Silenzio e grido (Csend és kiáltás), regia di Miklós Jancsó (Ungheria)
- Smutecní slavnost, regia di Zdenek Sirový (Cecoslovacchia)
- Sodrásban, regia di István Gaál (Ungheria)
- Sonnabend Abend 17 Uhr, regia di Ula Stöckl (Germania Ovest)
- Sonne halt!, regia di Ferry Radax (Austria)
- I sovversivi, regia di Paolo e Vittorio Taviani (Italia)
- Soy Cuba, regia di Michail Kalatozov (Cuba, Unione Sovietica)
- Spielplatz, regia di Heinz Müller (Germania Est)
- Spur der Steine, regia di Frank Beyer (Germania Est)
- Stine og drengene, regia di Finn Karlsson (Danimarca)
- The Stones in the Park, regia di Leslie Woodhead (Regno Unito)
- La storia di Asja Kljacina che amò senza sposarsi (Istoriya Asi Klyachinoy, kotoraya lyubila, da ne vyshla zamuzh), regia di Andrej Končalovskij (Unione Sovietica)
- La struttura di cristallo (Struktura krysztalu), regia di Krzysztof Zanussi (Polonia)
- Studentinnen, regia di Winfried Junge (Germania Est)
- Die Sünderin, regia di Willi Forst (Germania Ovest)
- Il tatuaggio (Tätowierung), regia di Johannes Schaaf (Germania Ovest)
- Tavola dell'amore (Mahlzeiten), regia di Edgar Reitz (Germania Ovest)
- Ten Years After, regia di Matthias Weiss (Germania Ovest)
- Ticho, regia di Milan Peer (Cecoslovacchia)
- Tobby, regia di Hans Jürgen Pohland (Germania Ovest)
- Un uomo solo (Solo), regia di Jean-Pierre Mocky (Francia, Belgio)
- Up the Junction, regia di Ken Loach (Regno Unito)
- Ursula oder das unwerte Leben, regia di Walter Marti e Reni Mertens (Svizzera)
- Il vagabondo (Der Stadtstreicher), regia di Rainer Werner Fassbinder (Germania Ovest)
- Os Verdes Anos, regia di Paulo Rocha (Portogallo)
- Il vergine (Le départ), regia di Jerzy Skolimowski (Belgio)
- La via lattea (La voie lactée), regia di Luis Buñuel (Francia, Italia)
- Viva Maria!, regia di Louis Malle (Francia, Italia)
- Vivre ici, regia di Claude Goretta (Svizzera)
- A Woman and a Half: Hildegard Knef, regia di Clarissa Ruge (Germania, Ungheria)
- Die Worte des Vorsitzenden, regia di Harun Farocki (Germania Ovest)
- Yksityisalue, regia di Maunu Kurkvaara (Finlandia)
- Zaduszki, regia di Tadeusz Konwicki (Polonia)
- Zastava iljicha, regia di Marlen Chutsijew (Unione Sovietica)
- Zia Tula (La tía Tula), regia di Miguel Picazo (Spagna)
- Zur Sache, Schätzchen, regia di May Spils (Germania Ovest)
- Das zweite Gleis, regia di Joachim Kunert (Germania Est)

## Premi

### Premi della giuria internazionale
- Orso d'oro per il miglior film: ex aequo Bloody Sunday di Paul Greengrass e La città incantata di Hayao Miyazaki
- Orso d'argento per il miglior regista: Otar Ioseliani per Lunedì mattina
- Orso d'argento per la migliore attrice: Halle Berry per Monster's Ball - L'ombra della vita
- Orso d'argento per il miglior attore: Jacques Gamblin per Laissez-passer
- Orso d'argento per il miglior contributo artistico: tutto il cast femminile di 8 donne e un mistero
- Orso d'argento, gran premio della giuria: Catastrofi d'amore di Andreas Dresen
- Orso d'argento per la migliore colonna sonora: Antoine Duhamel per Laissez-passer
- Premio Alfred Bauer: Baader di Christopher Roth
- Premio l'angelo azzurro: Minor Mishaps di Annette K. Olesen
- Piper Heidsieck New Talent Award alla migliore giovane attrice: Dannielle Hall per Beneath Clouds
- Piper Heidsieck New Talent Award al miglior giovane attore: Hugh Bonneville per Iris - Un amore vero
- Orso d'oro per il miglior cortometraggio: At Dawning di Martin Jones
- Orso d'argento, premio della giuria (cortometraggi): Bror min di Jens Jønsson
- Premio per la miglior opera prima: Beneath Clouds di Ivan Sen

Menzione speciale: The Laramie Project di Moisés Kaufman e Chen Mo he Meiting di Hao Lui

### Premi onorari
- Orso d'oro alla carriera: Claudia Cardinale, Robert Altman
- Berlinale Kamera: Costa-Gavras, Horst Wendlandt, Volker Hassemer

### Premi delle giurie "Kindefilmfest"
- Children's Jury
- Orso di cristallo per il miglior film: Glasskår di Lars Berg
- Menzione speciale: Attenti a quei tre di Fabian Wullenweber
- Menzione speciale: A Passage to Ottawa di Gaurav Seth
- Orso di cristallo per il miglior cortometraggio: Mabul di Guy Nattiv
- Menzione speciale: Tornehekken di Anita Killi
- Menzione speciale: Delivery Day di Jane Manning

- International Jury
- Grand Prix per il miglior film: Glasskår di Lars Berg
- Menzione speciale: Send mere slik di Cæcilia Holbek Trier
- Special Prize per il miglior cortometraggio: Ballett ist ausgefallen di Anne Wild
- Menzione speciale: Delivery Day di Jane Manning

### Premi delle giurie indipendenti
- Guild Prize: Catastrofi d'amore di Andreas Dresen
- Peace Film Award: August: A Moment Before the Eruption di Avi Mograbi
- Premio Caligari: Un día de suerte di Sandra Gugliotta
- Premio Manfred Salzgeber: ex aequo Head käed di Peeter Simm e Varuh meje di Maja Weiss
- Premio Wolfgang Staudte: Wesh wesh, qu'est-ce qui se passe? di Rabah Ameur-Zaïmeche
- NETPAC Prize: Chen Mo he Meiting di Hao Lui
  - Menzione speciale: Jin nian xia tian di Yu Li
- Don Quixote Prize: Wa dong ren di Ping Ho
  - Menzione speciale: Un día de suerte di Sandra Gugliotta
  - Menzione speciale: Alexei to izumi di Seiichi Motohashi
- Premio della giuria ecumenica:
  - Competizione: Bloody Sunday di Paul Greengrass
  - Panorama: L'ange de goudron di Denis Chouinard
  - Forum: That's My Face di Thomas Allen Harris
- Premio FIPRESCI:
  - Competizione: Lunedì mattina di Otar Ioseliani
  - Forum: Les soviets plus l'électricité di Nicolas Rey
- Premio CICAE:
  - Panorama: Piñero di Leon Ichaso
  - Menzione speciale: O Gotejar da Luz di Fernando Vendrell
  - Menzione speciale: Riri Shushu no subete di Shunji Iwai
  - Forum: Elämän äidit di Anastasia Lapsui e Markku Lehmuskallio
- Prix UIP Berlin: Relativity di Virginia Heath
- Panorama Short Film Award: Golden Gate di Fernando Meirelles e Kátja Lund
- New York Film Academy Scholarship: Babies on the Sun di Gariné Torossian
  - Menzione speciale: Jazireh di Safoura Ahmadi
- Teddy Award:
  - Miglior lungometraggio: Walking on Water di Tony Ayres
  - Miglior documentario: Alt om min far di Even Benestad
  - Miglior cortometraggio: Celebration di Daniel Stedman
  - Premio della giuria: Juste une femme di Mitra Farahani e Sonbol B.Y.
  - Premio dei lettori di Siegessäule: Walking on Water di Tony Ayres

### Premi dei lettori e del pubblico
- Premio del pubblico al miglior film (Panorama): Im toten Winkel - Hitlers Sekretärin di André Heller e Othmar Schmiderer
- Premio dei lettori del Berliner Mongerpost: 8 donne e un mistero di François Ozon
- Premio dei lettori del Berliner Zeitung: Alexei to izumi di Seiichi Motohashi